# Berliner Ruder-Club
Der Berliner Ruder-Club e. V. (BRC) ist ein Berliner Ruderverein.

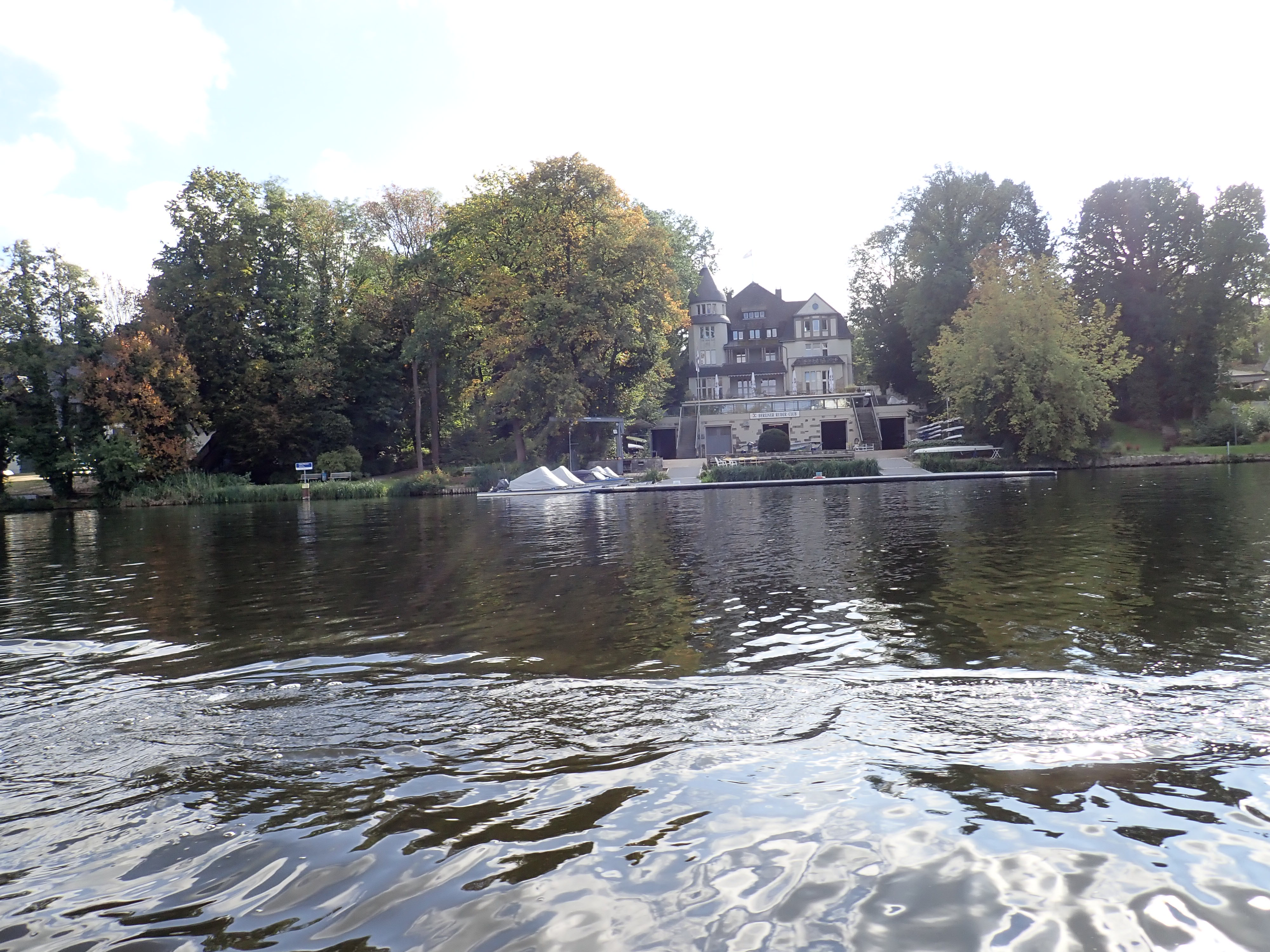
Berliner Ruder-Club am Kleinen Wannsee

Er wurde am 5. November 1880 von Mitgliedern des Berliner Ruderverein von 1876 unter der Führung von Georg W. Büxenstein in Berlin, Wassmann Restaurant, Leipziger Straße, gegründet. Ursprünglich beheimatet am Stralauer Thor 2, unterhalb der Oberbaumbrücke. Aufgrund des steigenden Schiffsverkehrs auf der Spree und der Aufkündigung des Pachtgrundstücks für den Bau des Osthafens, zog der Club, wie er von seinen Mitgliedern genannt wird, 1908 an den Kleinen Wannsee im Westen des heutigen Bezirks Steglitz-Zehlendorf, wo er bis heute zu Hause ist. 1972 fusionierte der Berliner Ruder-Club wieder mit seinem Ursprungsverein, dem Berliner Ruderverein von 1876.
1964 wurde der Vierer des Berliner Ruder-Clubs zur Mannschaft des Jahres in Deutschland gewählt.

## Verein
Der Berliner Ruder-Club ist einer der ältesten und mit über 700 Mitgliedern einer der größten Rudervereine Deutschlands, aufgenommen werden nur männliche Personen. Der Verein fördert sehr intensiv den Leistungssport und ist aufgrund der hohen Anzahl der von seinen Mitgliedern errungenen Deutschen Meisterschaftssiege einer der erfolgreichsten deutschen Rudervereine. 

## Erfolge
1964 wurde der Vierer des Berliner Ruder-Clubs zur Mannschaft des Jahres in Deutschland gewählt, nachdem die Ruderer bei den Olympischen Spielen in Tokio die Goldmedaille gewonnen hatten.

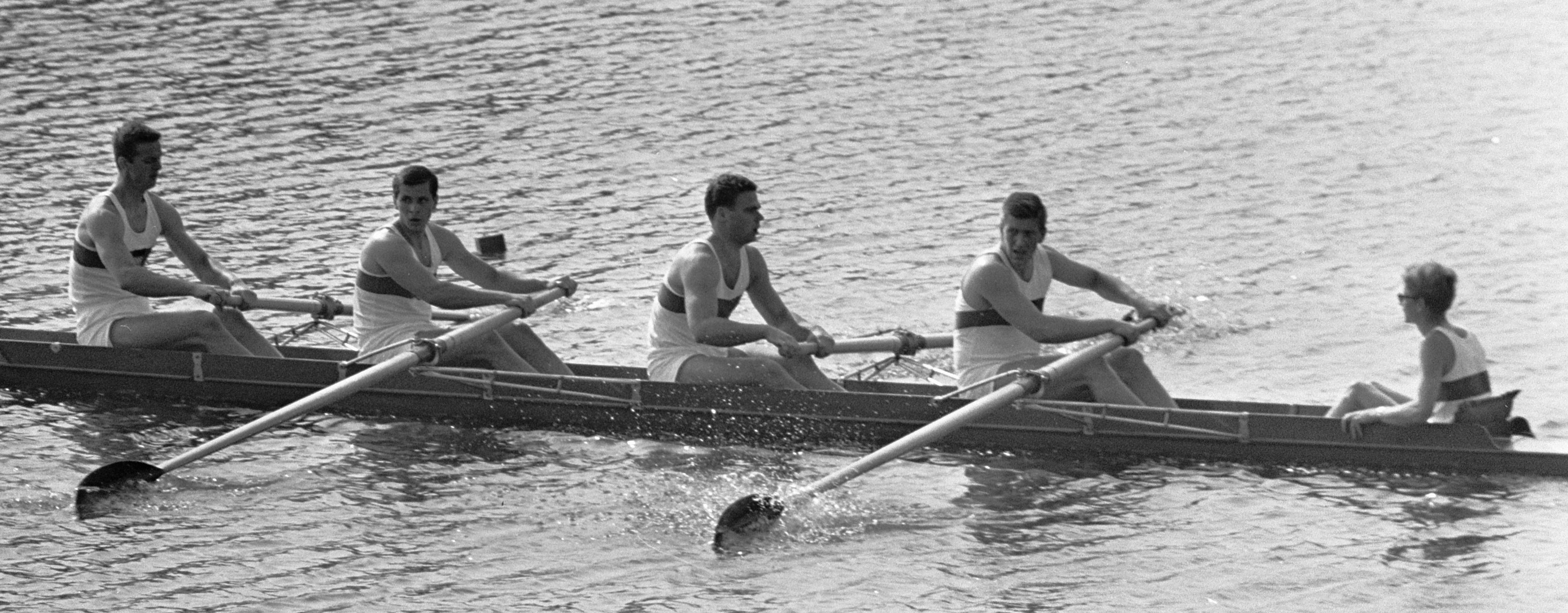
Von links: Egbert Hirschfelder, Joachim Werner, Bernhard Britting, Peter Neusel, Jürgen Oelke

### Olympische Spiele
| Medaille | Jahr | Ort            | Bootsklasse    | Mitglieder des BRC                                                                        |
| -------- | ---- | -------------- | -------------- | ----------------------------------------------------------------------------------------- |
| Gold     | 1932 | Los Angeles    | Vierer m. Stm. | Joachim Spremberg, Walter Meyer, Horst Hoeck, Hans Eller, Carlheinz Neumann (Stm.)        |
| Silber   | 1932 | Los Angeles    | Doppelzweier   | Herbert Buhtz, Gerhard Boetzelen                                                          |
| Gold     | 1964 | Tokio          | Vierer m. Stm. | Egbert Hirschfelder, Joachim Werner, Bernhard Britting, Peter Neusel, Jürgen Oelke (Stm.) |
| Silber   | 1992 | Barcelona      | Vierer m. Stm. | Karsten Finger                                                                            |
| Gold     | 1996 | Atlanta        | Doppelvierer   | André Steiner                                                                             |
| Silber   | 1996 | Atlanta        | Achter         | Marc Weber                                                                                |
| Gold     | 2012 | London         | Achter         | Andreas Kuffner, Martin Sauer (Stm.)                                                      |
| Gold     | 2016 | Rio de Janeiro | Doppelvierer   | Karl Schulze                                                                              |
| Silber   | 2016 | Rio de Janeiro | Achter         | Andreas Kuffner, Martin Sauer (Stm.)                                                      |
| Silber   | 2021 | Tokio          | Achter         | Martin Sauer (Stm.)                                                                       |

## Rund um Wannsee
Rund um Wannsee ist eine internationale Langstrecken-Regatta, die jährlich am Wochenende im Umfeld des 3. Oktobers, Tag der Deutschen Einheit vom Berliner Ruder-Club veranstaltet wird.
Sie besteht aus diversen Rennen im Vierer und Achter, die alle im Massenstart auf die 15 km lange Strecke gehen. Die Strecke führt einmal um die Insel Wannsee und damit in Teilen entlang der ehemaligen Demarkationslinie.
Parallel findet ein Rennen für Kinder statt, das über 3 km geht und auch wie die Hauptrennen sein Ziel auf dem Kleinen Wannsee vor dem Berliner Ruder-Club hat.